# Avadži (otok)
Otok Avadži (淡路島, Awaji-shima) je otok v prefekturi Hjogo na Japonskem v vzhodnem delu Notranjega morja Seto med otokoma Honšu in Šikoku. Otok ima površino 592,17 kvadratnih kilometrov. Je največji otok v celinskem morju Seto.
Kot tranzit med tema dvema otokoma Avadži prvotno pomeni 'pot do Ava', zgodovinske province, ki meji na stran Šikoku preliva Naruto, ki je zdaj del prefekture Tokušima.

## Geografija
Otok je ločen od Honšūja s prelivom Akaši in od Šikokuja s prelivom Naruto. Od 5. aprila 1998 je s Kobejem na otoku Honšū povezan z mostom Akaši-Kaikjo, drugim najdaljšim visečim mostom na svetu. Od dokončanja je bila hitra cesta Kobe-Avadži-Naruto čez otok glavna vzhodna kopenska povezava med Honšūjem in šikokujem. V prelivu med Naruto, Tokušimo in Avadžijem se oblikujejo Naruto vrtinci.
Otok prečka prelomnica Nodžima, ki je povzročila Veliki potres v Hanšinu leta 1995. Del preloma je bil zaščiten in spremenjen v muzej za ohranjanje prelomov Nodžima v spominskem parku potresa Hokudančo (北淡町震災記念公園), da bi prikazal, kako gibanje v tleh prečka ceste, žive meje in druge naprave. Zunaj tega zavarovanega območja je prelomna cona manj vidna.
Spominski muzej mostu Onaruto (大鳴門橋記念館, Ōnarutokyō Kinenkan) in znanstveni muzej Uzušio (うずしお科学館, Uzushio Kagakukan) sta blizu Fukure.

## Zgodovina
Po šintoističnem mitu o stvarjenju je bil Avadži prvi izmed otokov ōjašima, rojen iz kamijev Izanagija in Izanami. Avadži je predstavljal provinco med 7. in 19. stoletjem, provinco Avadži, in je bil del Nankaidō. Danes otok sestavljajo tri občine: Avadži, Sumoto in Minamiavadži.
Avadži Ningjō-Džōruri, več kot 500 let stara oblika tradicionalnega lutkovnega gledališča ali ningyō-jōruri, dnevno izvaja več predstav v dvorani Avadži Ningjō-Džōruri (人形浄瑠璃館) v Minamiavadžiju, prefektura Hjogo na jugu del otoka in je označen kot nematerialna kulturna dediščina Japonske. Lutke Avadži izvajajo priljubljene tradicionalne drame, in izvirajo iz verskih obredov.
Od leta 1830 je lokalni lončar Minpei začel proizvajati tisto, kar je bilo takrat znano kot posoda Avadži, znana tudi kot posoda Minpei.
Tadao Ando je zasnoval več struktur na otoku, med njimi vodni tempelj Hompuku-dži (本福寺) in Avadži Jumebutai, oba v Avadži, Hjōgo.
Leta 1995 je bil ta otok epicenter potresa v Kobeju, ki je ubil več kot 5502 ljudi. Potres je povzročil ogromno škodo okoli severnega dela otoka, kjer so opazili hud potres s seizmično intenziteto 7. Potres ima seizmično prelomnico, imenovano prelom Nodžima. Ta prelom je eden najbližjih prelomov epicentru in je bil leta 1998 razglašen za državni naravni spomenik.

## Občine
Na otoku Avadži so 3 občine: Avadži, Sumoto in Minamiavadži. So del prefekture Hjōgo.

## Galerija
- Grad Sumoto
- Naruto vrtinci
- Cvetlična korita Awaji Yumebutai
- Nacionalni vladni park Akaši-Kaikjō
- Most Akaši-Kaikjo